# Torre del Cerrano
Torre del Cerrano este o arie protejată (arie specială de conservare — SAC, sit de importanță comunitară — SCI) din Italia întinsă pe o suprafață de 3.415 ha, din care 98 % marine.

## Localizare
Centrul sitului Torre del Cerrano este situat la coordonatele 42°35′25″N 14°05′40″E / 42.590278°N 14.094444°E.

## Înființare
Situl Torre del Cerrano a fost declarat sit de importanță comunitară în octombrie 2011 pentru a proteja 4 specii de animale. Situl a fost protejat și ca arie specială de conservare în decembrie 2018.

## Biodiversitate
Situată în ecoregiunea continentală, aria protejată conține 8 habitate naturale: Dune mobile cu vegetație embrionară, Dune cu vegetație ierboasă Malcolmietalia, Bancuri de nisip acoperite în permanență slab de apă marină, Dune mobile de-a lungul țărmului cu Ammophila arenaria („dune albe”), Pășuni mediteraneene udate de apa mării (Juncetalia maritimi), Vegetație anuală la limita mareei, Recifuri, Dune împădurite cu Pinus pinea și/sau Pinus pinaster.
La baza desemnării sitului se află mai multe specii protejate:
- păsări (1): prundăraș de sărătură (Charadrius alexandrinus)
- mamifere (1): delfin mare (Tursiops truncatus)
- pești (1): Alosa fallax
- reptile (1): Caretta caretta

Pe lângă speciile protejate, pe teritoriul sitului au mai fost identificate 8 specii de plante, 13 specii de nevertebrate.